# La Bulle (film, 1975)
Ne doit pas être confondu avec La Bulle (film, 2022).
Pour les articles homonymes, voir Bulle.
Pour plus de détails, voir Fiche technique et Distribution.
La Bulle ou L'Arrestation est un film suisse réalisé par Raphaël Rebibo en 1975.

## Synopsis
Un jeune écrivain (Bernard Le Coq) vient d'achever un roman, dont le manuscrit est accepté par un éditeur. Au moment où il annonce la nouvelle à sa fiancée (Catherine Lachens), trois individus de la Police Secrète viennent l'arrêter...
Une émouvante histoire d'amour.

## Fiche technique
- Titre : La Bulle
- Autre titre : L'Arrestation
- Réalisation et scénario : Raphaël Rebibo
- Musique originale : Paul Misraki
- Montage : Pierre Gillette
- Directeur de la photo : Maurice Fellous
- Producteur exécutif : Raphaël Rebibo
- Producteur : Serge Fradkoff
- Production : RR-SF Production
- Pays :  Suisse
- Langue : français
- Genre : drame
- Durée : 102 min
- Date de sortie : 1977

## Distribution
- Bernard Le Coq : Erwin
- Catherine Lachens : Lola
- François Maistre : l'inspecteur
- Fernand Berset
- Roland Amstutz
- Jacques Rispal
- Philippe Mentha

## Récompenses
- Colombe d'Or, Grand Prix des Droits de l'Homme, Festival des Amériques 1977, Saint Thomas V.I USA.